# Wereldbeker schansspringen 2010/2011
De wereldbeker schansspringen 2010/2011 (officieel: Bauhaus FIS World Cup Ski Jumping) ging van start op 27 november 2010 in het Finse Kuusamo en eindigde op 20 maart 2011 in het Sloveense Planica.
De Oostenrijker Thomas Morgenstern veroverde de algemene wereldbeker, zijn landgenoot Gregor Schlierenzauer legde beslag op de wereldbeker skivliegen en het Oostenrijkse team won het landenklassement.
Dit schansspringseizoen telde verschillende hoogtepunten, zo waren er de wereldkampioenschappen en het Vierschansentoernooi. Ook de FIS Team Tour stond net als vorig seizoen op het programma. Het Nordic Tournament ontbrak dit seizoen omdat Oslo, traditioneel de afsluiter van dat toernooi, de plaats was waar de wereldkampioenschappen worden gehouden.
De schansspringer die op het einde van het seizoen de meeste punten had verzameld, won de algemene wereldbeker. De wedstrijden op de wereldkampioenschappen schansspringen telden niet mee voor de algemene wereldbeker.

## Uitslagen en standen

### Kalender
| Datum                                                                               | Plaats                          | Schans                          | Opmerking                       | Eerste                                                                             | Tweede                                                                      | Derde                                                                     |
| ----------------------------------------------------------------------------------- | ------------------------------- | ------------------------------- | ------------------------------- | ---------------------------------------------------------------------------------- | --------------------------------------------------------------------------- | ------------------------------------------------------------------------- |
| 27/11/2010                                                                          | Kuusamo                         | HS142                           | Team Avond                      | Oostenrijk Thomas Morgenstern Wolfgang Loitzl Andreas Kofler Gregor Schlierenzauer | Noorwegen Bjørn Einar Romøren Anders Bardal Anders Jacobsen Tom Hilde       | Japan Shohei Tochimoto Noriaki Kasai Taku Takeuchi Daiki Ito              |
| 28/11/2010                                                                          | Kuusamo                         | HS142                           |                                 | Andreas Kofler                                                                     | Thomas Morgenstern                                                          | Simon Ammann                                                              |
| 01/12/2010                                                                          | Kuopio                          | HS127                           | Avond                           | Ville Larinto                                                                      | Matti Hautamäki                                                             | Simon Ammann                                                              |
| 04/12/2010                                                                          | Lillehammer                     | HS138                           | Avond                           | Thomas Morgenstern                                                                 | Johan Remen Evensen                                                         | Tom Hilde                                                                 |
| 05/12/2010                                                                          | Lillehammer                     | HS138                           |                                 | Thomas Morgenstern                                                                 | Ville Larinto                                                               | Simon Ammann                                                              |
| 11/12/2010                                                                          | Harrachov                       | HS142                           | Avond                           | Afgelast vanwege de wind, verschoven naar 17 december in Engelberg                 | Afgelast vanwege de wind, verschoven naar 17 december in Engelberg          | Afgelast vanwege de wind, verschoven naar 17 december in Engelberg        |
| 12/12/2010                                                                          | Harrachov                       | HS142                           |                                 | Afgelast vanwege de wind, verschoven naar 23 januari in Zakopane                   | Afgelast vanwege de wind, verschoven naar 23 januari in Zakopane            | Afgelast vanwege de wind, verschoven naar 23 januari in Zakopane          |
| 17/12/2010                                                                          | Engelberg                       | HS137                           | [ 1 ]                           | Thomas Morgenstern                                                                 | Andreas Kofler                                                              | Wolfgang Loitzl                                                           |
| 18/12/2010                                                                          | Engelberg                       | HS137                           |                                 | Thomas Morgenstern                                                                 | Adam Małysz                                                                 | Matti Hautamäki                                                           |
| 19/12/2010                                                                          | Engelberg                       | HS137                           |                                 | Andreas Kofler                                                                     | Thomas Morgenstern                                                          | Adam Małysz                                                               |
| Vierschansentoernooi 2011                                                           |                                 |                                 |                                 |                                                                                    |                                                                             |                                                                           |
| 29/12/2010                                                                          | Oberstdorf                      | HS137                           | Avond                           | Thomas Morgenstern                                                                 | Matti Hautamäki                                                             | Manuel Fettner                                                            |
| 01/01/2011                                                                          | Garmisch-P.                     | HS140                           |                                 | Simon Ammann                                                                       | Pavel Karelin                                                               | Adam Małysz                                                               |
| 03/01/2011                                                                          | Innsbruck                       | HS130                           |                                 | Thomas Morgenstern                                                                 | Adam Małysz                                                                 | Tom Hilde                                                                 |
| 06/01/2011                                                                          | Bischofshofen                   | HS140                           | Avond                           | Tom Hilde                                                                          | Thomas Morgenstern                                                          | Andreas Kofler                                                            |
| Eindstand Vierschansentoernooi:                                                     | Eindstand Vierschansentoernooi: | Eindstand Vierschansentoernooi: | Eindstand Vierschansentoernooi: | Thomas Morgenstern                                                                 | Simon Ammann                                                                | Tom Hilde                                                                 |
| 08/01/2011                                                                          | Harrachov                       | HS205                           | Skivliegen                      | Martin Koch                                                                        | Thomas Morgenstern                                                          | Adam Małysz                                                               |
| 09/01/2011                                                                          | Harrachov                       | HS205                           | Skivliegen                      | Thomas Morgenstern                                                                 | Simon Ammann                                                                | Roman Koudelka                                                            |
| 15/01/2011                                                                          | Sapporo                         | HS134                           | Avond                           | Severin Freund                                                                     | Thomas Morgenstern                                                          | Adam Małysz                                                               |
| 16/01/2011                                                                          | Sapporo                         | HS134                           |                                 | Andreas Kofler                                                                     | Severin Freund                                                              | Thomas Morgenstern                                                        |
| 21/01/2011                                                                          | Zakopane                        | HS134                           | Avond                           | Adam Małysz                                                                        | Andreas Kofler                                                              | Severin Freund                                                            |
| 22/01/2011                                                                          | Zakopane                        | HS134                           | Avond                           | Simon Ammann                                                                       | Thomas Morgenstern                                                          | Tom Hilde                                                                 |
| 23/01/2011                                                                          | Zakopane                        | HS134                           | [ 2 ]                           | Kamil Stoch                                                                        | Tom Hilde                                                                   | Michael Uhrmann                                                           |
| FIS Team Tour 2011                                                                  |                                 |                                 |                                 |                                                                                    |                                                                             |                                                                           |
| 29/01/2011                                                                          | Willingen                       | HS145                           | Avond Team                      | Oostenrijk Gregor Schlierenzauer Martin Koch Andreas Kofler Thomas Morgenstern     | Duitsland Michael Uhrmann Martin Schmitt Michael Neumayer Severin Freund    | Polen Kamil Stoch Piotr Żyła Stefan Hula Adam Małysz                      |
| 30/01/2011                                                                          | Willingen                       | HS145                           |                                 | Severin Freund                                                                     | Martin Koch                                                                 | Simon Ammann                                                              |
| 02/02/2011                                                                          | Klingenthal                     | HS140                           | Avond                           | Kamil Stoch                                                                        | Thomas Morgenstern                                                          | Simon Ammann                                                              |
| 05/02/2011                                                                          | Oberstdorf                      | HS213                           | Skivliegen                      | Martin Koch                                                                        | Tom Hilde                                                                   | Gregor Schlierenzauer                                                     |
| 06/02/2011                                                                          | Oberstdorf                      | HS213                           | Skivliegen Team Avond           | Oostenrijk Thomas Morgenstern Andreas Kofler Gregor Schlierenzauer Martin Koch     | Noorwegen Johan Remen Evensen Anders Jacobsen Bjørn Einar Romøren Tom Hilde | Duitsland Michael Neumayer Richard Freitag Michael Uhrmann Severin Freund |
| Eindstand FIS Team Tour:                                                            | Eindstand FIS Team Tour:        | Eindstand FIS Team Tour:        | Eindstand FIS Team Tour:        | Oostenrijk                                                                         | Noorwegen                                                                   | Duitsland                                                                 |
|                                                                                     |                                 |                                 |                                 |                                                                                    |                                                                             |                                                                           |
| 12/02/2011                                                                          | Vikersund                       | HS225                           | Skivliegen Avond                | Gregor Schlierenzauer Johan Remen Evensen                                          |                                                                             | Simon Ammann                                                              |
| 13/02/2011                                                                          | Vikersund                       | HS225                           | Skivliegen                      | Gregor Schlierenzauer                                                              | Johan Remen Evensen                                                         | Adam Małysz                                                               |
|                                                                                     |                                 |                                 |                                 |                                                                                    |                                                                             |                                                                           |
| 24 februari tot en met 6 maart - Wereldkampioenschappen schansspringen 2011 in Oslo |                                 |                                 |                                 |                                                                                    |                                                                             |                                                                           |
|                                                                                     |                                 |                                 |                                 |                                                                                    |                                                                             |                                                                           |
| 12/03/2011                                                                          | Lahti                           | HS130                           | Team Avond                      | Oostenrijk Gregor Schlierenzauer Martin Koch Andreas Kofler Thomas Morgenstern     | Noorwegen Anders Bardal Johan Remen Evensen Anders Jacobsen Tom Hilde       | Polen Tomasz Byrt Piotr Zyła Kamil Stoch Adam Małysz                      |
| 13/03/2011                                                                          | Lahti                           | HS130                           | Avond                           | Simon Ammann                                                                       | Andreas Kofler                                                              | Severin Freund                                                            |
| 18/03/2011                                                                          | Planica                         | HS215                           | Skivliegen                      | Gregor Schlierenzauer                                                              | Thomas Morgenstern                                                          | Martin Koch                                                               |
| 19/03/2011                                                                          | Planica                         | HS215                           | Skivliegen Team                 | Oostenrijk Gregor Schlierenzauer Martin Koch Andreas Kofler Thomas Morgenstern     | Noorwegen Anders Bardal Johan Remen Evensen Bjørn Einar Romøren Tom Hilde   | Slovenië Peter Prevc Jernej Damjan Jurij Tepeš Robert Kranjec             |
| 20/03/2011                                                                          | Planica                         | HS215                           | Skivliegen                      | Kamil Stoch                                                                        | Robert Kranjec                                                              | Adam Małysz                                                               |

### Eindstanden
| Wereldbeker algemeen | Wereldbeker algemeen  | Wereldbeker algemeen | Wereldbeker algemeen |
| #                    | Atleet                | Land                 | Punten               |
| -------------------- | --------------------- | -------------------- | -------------------- |
| 1                    | Thomas Morgenstern    | AUT                  | 1721                 |
| 2                    | Simon Ammann          | SUI                  | 1364                 |
| 3                    | Adam Małysz           | POL                  | 1153                 |
| 4                    | Andreas Kofler        | AUT                  | 1128                 |
| 5                    | Tom Hilde             | NOR                  | 903                  |
| 6                    | Martin Koch           | AUT                  | 840                  |
| 7                    | Severin Freund        | GER                  | 769                  |
| 8                    | Matti Hautamäki       | FIN                  | 764                  |
| 9                    | Gregor Schlierenzauer | AUT                  | 761                  |
| 10                   | Kamil Stoch           | POL                  | 739                  |

| Wereldbeker skivliegen | Wereldbeker skivliegen | Wereldbeker skivliegen | Wereldbeker skivliegen |
| #                      | Atleet                 | Land                   | Punten                 |
| ---------------------- | ---------------------- | ---------------------- | ---------------------- |
| 1                      | Gregor Schlierenzauer  | AUT                    | 475                    |
| 2                      | Martin Koch            | AUT                    | 387                    |
| 3                      | Thomas Morgenstern     | AUT                    | 378                    |
| 4                      | Adam Małysz            | POL                    | 347                    |
| 5                      | Simon Ammann           | SUI                    | 311                    |
| 6                      | Johan Remen Evensen    | NOR                    | 291                    |
| 7                      | Tom Hilde              | NOR                    | 263                    |
| 8                      | Robert Kranjec         | SLO                    | 242                    |
| 9                      | Kamil Stoch            | POL                    | 241                    |
| 10                     | Matti Hautamäki        | FIN                    | 146                    |